# Surfers' Choice
Surfers' Choice är ett musikalbum av Dick Dale and his Del-Tones, lanserat 1962 på skivbolaget Deltone Records. Skivan gavs även ut i Storbritannien på Capitol Records 1963. Albumet innebar en milstolpe för surfrocken och bidrog till att sprida musikstilen utanför Kalifornien till resten av USA. Skivan nådde plats 59 på Billboard 200-listan och Dale fick en mindre hitsingel med låten "Let's Go Trippin' ".
Albumet är mestadels inspelat live under konsert på Rendezvous Ballroom vid stranden Balboa i Newport Beach.

## Låtlista
(låtar utan angiven upphovsman av Dick Dale)
1. "Surf Beat"
2. "Sloop John B" (Carl Sandburg, Lee Hays)
3. "Take It Off"
4. "Night Owl" (Tony Allen)
5. "Fanny Mae" (Buster Brown)
6. "Misirlou Twist" (Chaim Tauber, Fred Wise, Milton Leeds, Nicholas Roubanis)
7. "Peppermint Man" (Alonzo Willis)
8. "Surfing Drums"
9. "Shake 'n' Stomp"
10. "Lovey Dovey" (Eddie Curtis, Nuggy)
11. "Death of a Gremmie"
12. "Let's Go Trippin' "